# Endoconidioma
Endoconidioma är ett släkte av svampar. Endoconidioma ingår i familjen Dothideaceae, ordningen Dothideales, klassen Dothideomycetes, divisionen sporsäcksvampar och riket svampar.
| Endoconidioma | \| \| Endoconidioma populi \| \| \| \| |
|               | \| \| Endoconidioma populi \| \| \| \| |
|               | Vestergrenia                           |
|               |                                        |
|               | Asteromellopsis                        |
|               |                                        |
|               | Pachysacca                             |
|               |                                        |
|               | Euryachora                             |
|               |                                        |
|               | Didymochora                            |
|               |                                        |
|               | Dictyodothis                           |
|               |                                        |
|               | Systremma                              |
|               |                                        |
|               | Omphalospora                           |
|               |                                        |
|               | Dothidea                               |
|               |                                        |
|               | Auerswaldia                            |
|               |                                        |
|               | Stylodothis                            |
|               |                                        |
|               | Lucidascocarpa                         |
|               |                                        |
|               | Endoconidioma populi                   |
|               |                                        |

|  | Endoconidioma populi |
|  |                      |